# John Bahcall
John Norris Bahcall (Shreveport, 30 december 1934 – New York, 17 augustus 2005) was een Amerikaans astrofysicus. Hij is vooral bekend vanwege zijn bijdragen aan het zonneneutrino-probleem, de ontwikkeling van de ruimtetelescoop Hubble en voor zijn leiderschap en ontwikkeling van het Institute for Advanced Study in Princeton.

## Biografie
Na de highschool, waar Bahcall schoolstate tenniskampioen was, ging hij naar de Louisiana State University waar hij begon aan een studie filosofie. Aanvankelijk wilde hij rabbi worden, maar besloot te veranderen richting de wetenschap. Hij stapte over naar de universiteit van Californië - Berkeley, waar hij in 1956 afstudeerde met een bachelorgraad in de natuurkunde. Vervolgens behaalde Bahcall in 1957 een mastergraad aan de Universiteit van Chicago en promoveerde in 1961 aan Harvard.
In 1960 nam hij een onderzoekspositie aan bij de Universiteit van Indiana om te werken met Emil Konopinski, een expert op het gebied van de zwakke kernkracht die optreedt bij bepaalde typen van radioactief verval. Van 1962 tot 1970 werkte hij bij Caltech, naast Richard Feynman, Murray Gell-Mann en William Fowler. In 1971 werd hij benoemd tot hoogleraar aan het Institute for Advanced Study (IAS) te Princeton. In 1976 werd hij lid van de National Academy of Sciences. Van 1990 tot 1993 was hij voorzitter van de American Astronomical Society en was gekozen-voorzitter van de American Physical Society tijdens de datum van zijn overlijden. Bahcall was gehuwd met de astrofysicus Neta A. Bahcall en had een dochter en twee zonen.

## Onderzoek
Bahcall wordt vooral geëerd voor zijn werk omtrent de totstandkoming van het standaard zonnemodel. Samen met de fysicus Raymond Davis Jr. spendeerde hij een groot deel van zijn leven in het opsporen van zonneneutrino’s. Met Davis was hij actief betrokken bij het Homestake-experiment, een ondergrondse neutrinodetector opgesteld in een verlaten goudmijn in South Dakota. Deze detector bestond uit een enorme tank gevuld met 615 ton chloorhoudend schoonmaakmiddel. De flux van zonneneutrino’s die door de detector werd gevonden was echter een derde van de hoeveelheid die Bahcall op theoretische gronden had berekend, een probleem dat dertig jaar zou voortduren voordat het werd opgelost. De ontbrekende neutrino’s van de zon waren niet verdwenen maar veranderd in een andere gedaante, waardoor ze onzichtbaar waren geworden voor de Homestake-detector.
In 2002 werd de Nobelprijs voor de Natuurkunde toegekend aan Davis en de Japanse fysicus Masatoshi Koshiba voor hun pionierswerk in de observatie van zonneneutrino’s die gebaseerd was op Bahcalls zonnemodel.
Een andere belangrijke bijdrage van Bahcall betrof de ontwikkeling en implementatie van de Hubble ruimtetelescoop. Samen met Lyman Spitzer werkte hij aan dit project van de jaren 1970 tot de periode nadat de telescoop was gelanceerd in 1990. In 1992 ontving hij hiervoor NASA’s Distinguished Public Service Medal. Later werd hij verder onderscheiden met onder andere de National Medal of Science (1998), een Gouden medaille van de Royal Astronomical Society, de Enrico Fermi-prijs (2003, met Davis) en de Benjamin Franklin Medal (2003).